# Giovanni Secondi
Giovanni Secondi (Cologno, 22 luglio 1814 – Cologno, 17 ottobre 1902) è stato un politico italiano.
Fu senatore del Regno d'Italia nella XVI legislatura.